# 世羅町
世羅町（せらちょう）は、広島県のほぼ中央に位置する世羅郡唯一の町。

## 概要
標高350 - 450メートルの「世羅台地」と呼ばれる台地に位置しており、瀬戸内海に流れる芦田川⽔系と、日本海に流れる江の川⽔系の分水嶺がある。
マツタケ、梨、トマト、米など農産物の一大生産地。松きのこの発祥地でもある。観光農園や農作物の販売所が多く、6次産業化の進んだ町として有名。コンビニやスーパー等でも地元産のワイン等が販売されている。自然豊かで絶滅危惧種が多く生息している。
駅伝の強豪校広島県立世羅高等学校があるため、駅伝のまちとしても有名。町内には、走りの神様韋駄天が祀られている修善院がある。2万人に満たない人口であるが交通結節点でもあるので町の中心部にはスーパーや家電量販店、ホームセンター等の大型店が集まり備後地方中部の商業の中心地である。また、町内の高地部は夏場比較的涼しく、広島中央フライトロードの一部開通や尾道自動車道世羅ICの開通により交通の便も良いため避暑地としても注目されている。降雪や台風等の災害も比較的少なく、日照量も安定しているためメガソーラー発電所が建設されている。

## 地理

### 気候
| 世羅の気候               | 世羅の気候   | 世羅の気候   | 世羅の気候   | 世羅の気候    | 世羅の気候    | 世羅の気候    | 世羅の気候    | 世羅の気候    | 世羅の気候    | 世羅の気候    | 世羅の気候   | 世羅の気候   | 世羅の気候       |
| 月                       | 1月          | 2月          | 3月          | 4月           | 5月           | 6月           | 7月           | 8月           | 9月           | 10月          | 11月         | 12月         | 年               |
| ------------------------ | ------------ | ------------ | ------------ | ------------- | ------------- | ------------- | ------------- | ------------- | ------------- | ------------- | ------------ | ------------ | ---------------- |
| 最高気温記録 °C （°F）   | 16.5 (61.7)  | 19.6 (67.3)  | 23.7 (74.7)  | 29.0 (84.2)   | 32.0 (89.6)   | 34.6 (94.3)   | 36.5 (97.7)   | 37.4 (99.3)   | 35.7 (96.3)   | 30.4 (86.7)   | 25.8 (78.4)  | 20.0 (68)    | 37.4 (99.3)      |
| 平均最高気温 °C （°F）   | 6.5 (43.7)   | 7.9 (46.2)   | 12.0 (53.6)  | 18.0 (64.4)   | 23.0 (73.4)   | 25.7 (78.3)   | 29.4 (84.9)   | 30.8 (87.4)   | 26.6 (79.9)   | 20.8 (69.4)   | 14.8 (58.6)  | 8.9 (48)     | 18.7 (65.7)      |
| 日平均気温 °C （°F）     | 1.4 (34.5)   | 2.3 (36.1)   | 5.7 (42.3)   | 11.4 (52.5)   | 16.6 (61.9)   | 20.5 (68.9)   | 24.4 (75.9)   | 25.2 (77.4)   | 21.0 (69.8)   | 14.6 (58.3)   | 8.6 (47.5)   | 3.4 (38.1)   | 12.9 (55.2)      |
| 平均最低気温 °C （°F）   | −2.9 (26.8)  | −2.6 (27.3)  | −0.1 (31.8)  | 4.9 (40.8)    | 10.6 (51.1)   | 15.9 (60.6)   | 20.4 (68.7)   | 20.9 (69.6)   | 16.5 (61.7)   | 9.4 (48.9)    | 3.2 (37.8)   | −1.1 (30)    | 7.9 (46.2)       |
| 最低気温記録 °C （°F）   | −14.0 (6.8)  | −14.0 (6.8)  | −9.9 (14.2)  | −5.2 (22.6)   | −0.4 (31.3)   | 7.0 (44.6)    | 10.8 (51.4)   | 12.4 (54.3)   | 3.6 (38.5)    | −1.9 (28.6)   | −4.9 (23.2)  | −10.6 (12.9) | −14.0 (6.8)      |
| 降水量 mm （inch）       | 45.5 (1.791) | 53.9 (2.122) | 94.8 (3.732) | 105.6 (4.157) | 128.4 (5.055) | 181.8 (7.157) | 226.3 (8.909) | 124.5 (4.902) | 155.8 (6.134) | 101.7 (4.004) | 61.6 (2.425) | 55.7 (2.193) | 1,335.5 (52.579) |
| 平均降水日数 （≥1.0 mm） | 8.0          | 8.6          | 10.5         | 9.8           | 9.7           | 11.7          | 11.0          | 8.5           | 9.6           | 7.4           | 6.6          | 8.2          | 109.4            |
| 平均月間日照時間         | 115.0        | 121.3        | 161.5        | 182.7         | 203.4         | 143.0         | 156.8         | 188.2         | 147.7         | 162.2         | 137.5        | 122.0        | 1,837.1          |
| 出典：気象庁             |              |              |              |               |               |               |               |               |               |               |              |              |                  |

### 河川
町内に分水嶺があり、雨水や湧水は、河川を伝わって瀬戸内海と日本海に注がれる。
- 芦田川
- 馬洗川…江の川支流。
- 美波羅川…江の川支流。

### 山
- 宇根山（698.8m）
- 新山（635.0m）
- 男鹿山（633.8m）
- 女鹿山（624m）
- 高山（562.1m）
- 広岡山（528.4m）
- 黒川明神山（535.2m）
- 津田明神山（593.0m）

### 隣接する自治体
- 三次市
- 府中市
- 東広島市
- 三原市
- 尾道市

### 人口
| |                                        |  |
| 世羅町と全国の年齢別人口分布（2005年） | 世羅町の年齢・男女別人口分布（2005年） |  |
| ■紫色 ― 世羅町 ■緑色 ― 日本全国 | ■青色 ― 男性 ■赤色 ― 女性              |  |
| 世羅町（に相当する地域）の人口の推移 \| 1970年（昭和45年） \| 24,384人 \| \| \| 1975年（昭和50年） \| 23,063人 \| \| \| 1980年（昭和55年） \| 22,483人 \| \| \| 1985年（昭和60年） \| 22,306人 \| \| \| 1990年（平成2年） \| 21,684人 \| \| \| 1995年（平成7年） \| 20,735人 \| \| \| 2000年（平成12年） \| 19,690人 \| \| \| 2005年（平成17年） \| 18,866人 \| \| \| 2010年（平成22年） \| 17,549人 \| \| \| 2015年（平成27年） \| 16,337人 \| \| \| 2020年（令和2年） \| 15,125人 \| \| |                                        |  |
| 総務省統計局 国勢調査より |                                        |  |
| 1970年（昭和45年） | 24,384人                               |  |
| 1975年（昭和50年） | 23,063人                               |  |
| 1980年（昭和55年） | 22,483人                               |  |
| 1985年（昭和60年） | 22,306人                               |  |
| 1990年（平成2年） | 21,684人                               |  |
| 1995年（平成7年） | 20,735人                               |  |
| 2000年（平成12年） | 19,690人                               |  |
| 2005年（平成17年） | 18,866人                               |  |
| 2010年（平成22年） | 17,549人                               |  |
| 2015年（平成27年） | 16,337人                               |  |
| 2020年（令和2年） | 15,125人                               |  |

## 歴史
- その昔[いつ?]、大和王朝が吉備国を征服した際、地方長官に任ぜられた世良彦命が此の地に派遣されて統治を行った事が町の始まりとされる。
- 平安時代から今高野山龍華寺を中心に繁栄していった。
- 町内を流れる芦田川流域は大田庄と呼ばれ、備後国随一の穀倉地帯として紀伊国高野山の寺領となる。高野山に米を納めるために瀬戸内海を経由して運搬され、尾道に港が造られるきっかけとなった。
- 江戸時代には、大森と尾道を結ぶ石見銀山街道の宿場町として発展していった。
- 1889年4月1日 - 市町村制施行。甲山町域には当時世羅郡に属する甲山・東・三川の各村と御調郡に属する宇津戸村があった。世羅西町域には当時いずれも世羅郡に属する小国・津久志・津名・吉川の各村があった。
- 1898年2月10日 - 甲山村が町制施行して甲山町（初代）になる。
- 1955年 - 大見村・西大田村・東大田村が合併し世羅町（初代）になる。
- 1955年2月11日 - 甲山町（初代）と世羅郡東村・三川村、御調郡宇津戸村が対等合併して甲山町（2代）が成立する。
- 1955年3月31日 - 小国村全域と津久志村のうちの山中福田地区、津名村（敷名を除く）、吉川村（吉原の一部）が対等合併して世羅西町が成立した。
- 1956年 - 津久志村が合併。
- 1957年6月10日  - 松崎地区を甲奴郡上下町（現：府中市）へ分離併合する。
- 2004年10月1日 - 世羅郡世羅町（初代）・甲山町・世羅西町が合併し新たに世羅町（2代）になる。合併後の役場は旧甲山町役場が利用され、旧世羅西町役場はせらにし支所、旧世羅町役場は閉鎖解体後、幼稚園が建設された。
- 2008年 - せらケーブルねっと放送開始。
- 2010年11月27日 - 尾道自動車道 世羅インターチェンジ開設。
- 2011年4月 - 大田小学校・大見小学校・西大田小学校・津久志小学校が統合し世羅小学校に、伊尾小学校・宇津戸小学校・東小学校・中央小学校が統合しせらひがし小学校になった。

## 行政
- 町長：奥田正和（2012年10月31日就任、4期目[2][3]）
- 副町長：金廣隆徳（2021年4月 - 、任期4年、再任：2025年2月19日 - 任期4年[4]）前・世羅町建設課長[5]
- 教育長：早間貴之（令和5年4月1日 - 令和8年3月31日）[6]

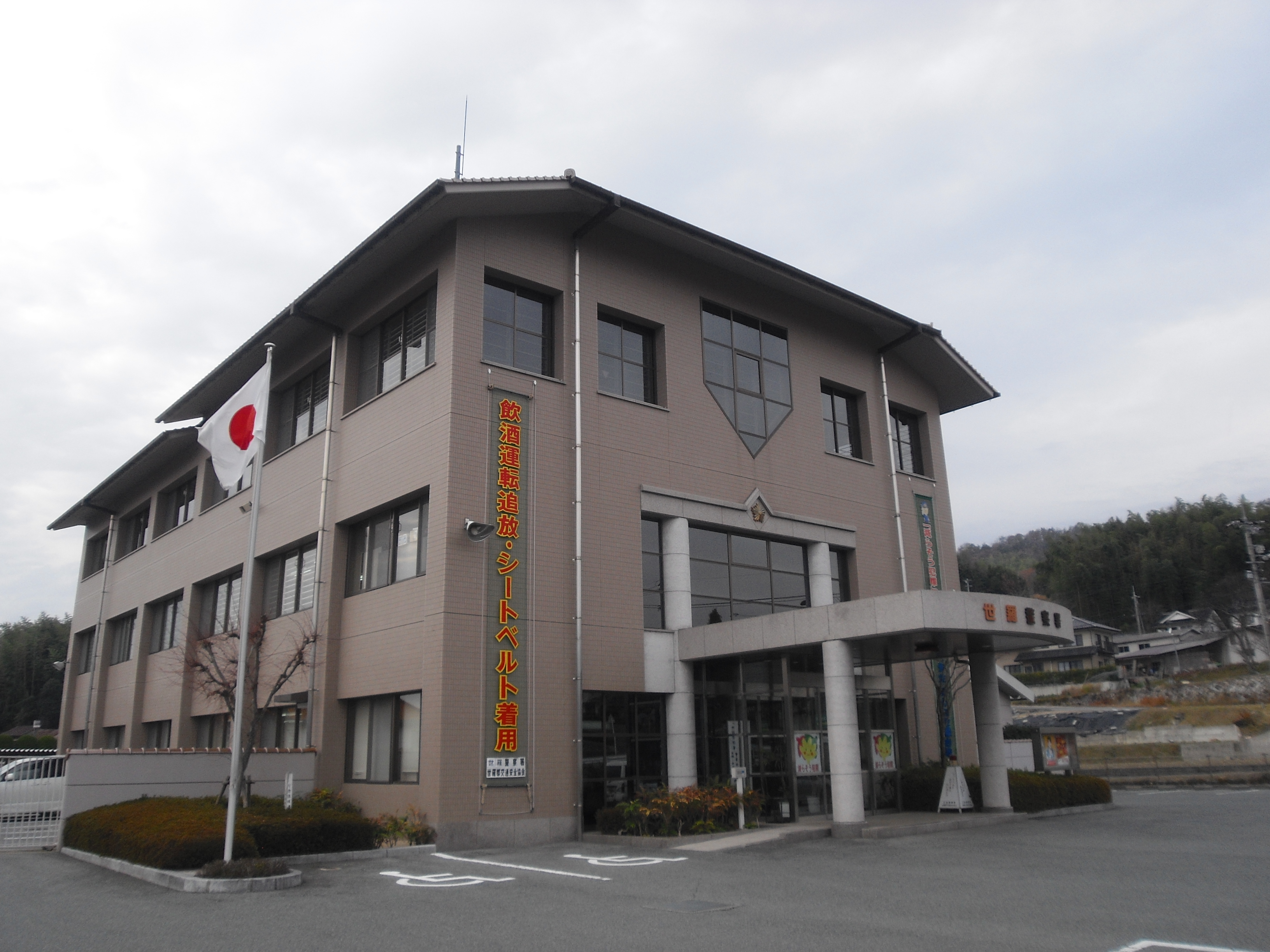
世羅警察署

### 行政機構
- 世羅町役場本庁舎
  - 会計課
  - 総務課
  - 財政課
  - 指導監督室
  - 企画情報課
  - 税務課
  - 町民課
  - 議会事務局
  - 選挙管理委員会事務局
  - 監査委員事務局
- 甲山農村環境改善センター
  - 農業委員会事務局
- 世羅町役場南館
  - 産業観光課
  - 建設課
- 水道管理棟
  - 上下水道課
- 世羅保健福祉センター
  - 保健福祉課
- せら文化センター・世羅町教育委員会
  - 学校教育課
  - 学校統合準備室
  - 生涯学習課
- せらにし支所
  - 総務民生課
  - 産業建設課

### 県の行政機関
- 世羅警察署

### 広域行政
- 世羅消防署

## 議会

### 世羅町議会
- 定数：12人
- 任期：2020年10月31日 - 2024年10月30日[7]
- 議長：高橋公時（2024年11月6日 - ）[8]
- 副議長：田原賢司（2024年11月6日 - ）[8]

### 広島県議会
- 選挙区：三原市・世羅郡選挙区
- 定数：3人
- 任期：2019年4月30日 - 2023年4月29日
- 投票日：2019年4月7日
- 当日有権者数：91,302人
- 投票率：38.59％

| 候補者名 | 当落 | 年齢 | 所属党派   | 新旧別 | 得票数   | 備考                |
| -------- | ---- | ---- | ---------- | ------ | -------- | ------------------- |
| 平本英司 | 当   | 45   | 無所属     | 新     | 12,775票 | 2022年2月10日に辞職 |
| 桑木良典 | 当   | 48   | 無所属     | 現     | 8,872票  |                     |
| 伊藤英治 | 当   | 56   | 無所属     | 新     | 7,983票  |                     |
| 上田泰弘 | 落   | 50   | 自由民主党 | 現     | 5,035票  |                     |

### 衆議院
- 選挙区：広島6区（三原市の一部、尾道市（旧瀬戸田町域を除く）、府中市、三次市、庄原市、世羅郡、神石郡）
- 任期：2021年10月31日 - 2025年10月30日
- 当日有権者数：294,154人
- 投票率：56.35％

| 当落 | 候補者名 | 年齢 | 所属党派   | 新旧別 | 得票数   | 重複 |
| ---- | -------- | ---- | ---------- | ------ | -------- | ---- |
| 当   | 佐藤公治 | 62   | 立憲民主党 | 前     | 83,796票 | ○    |
| 比当 | 小島敏文 | 71   | 自由民主党 | 前     | 79,158票 | ○    |

## 主な公共施設

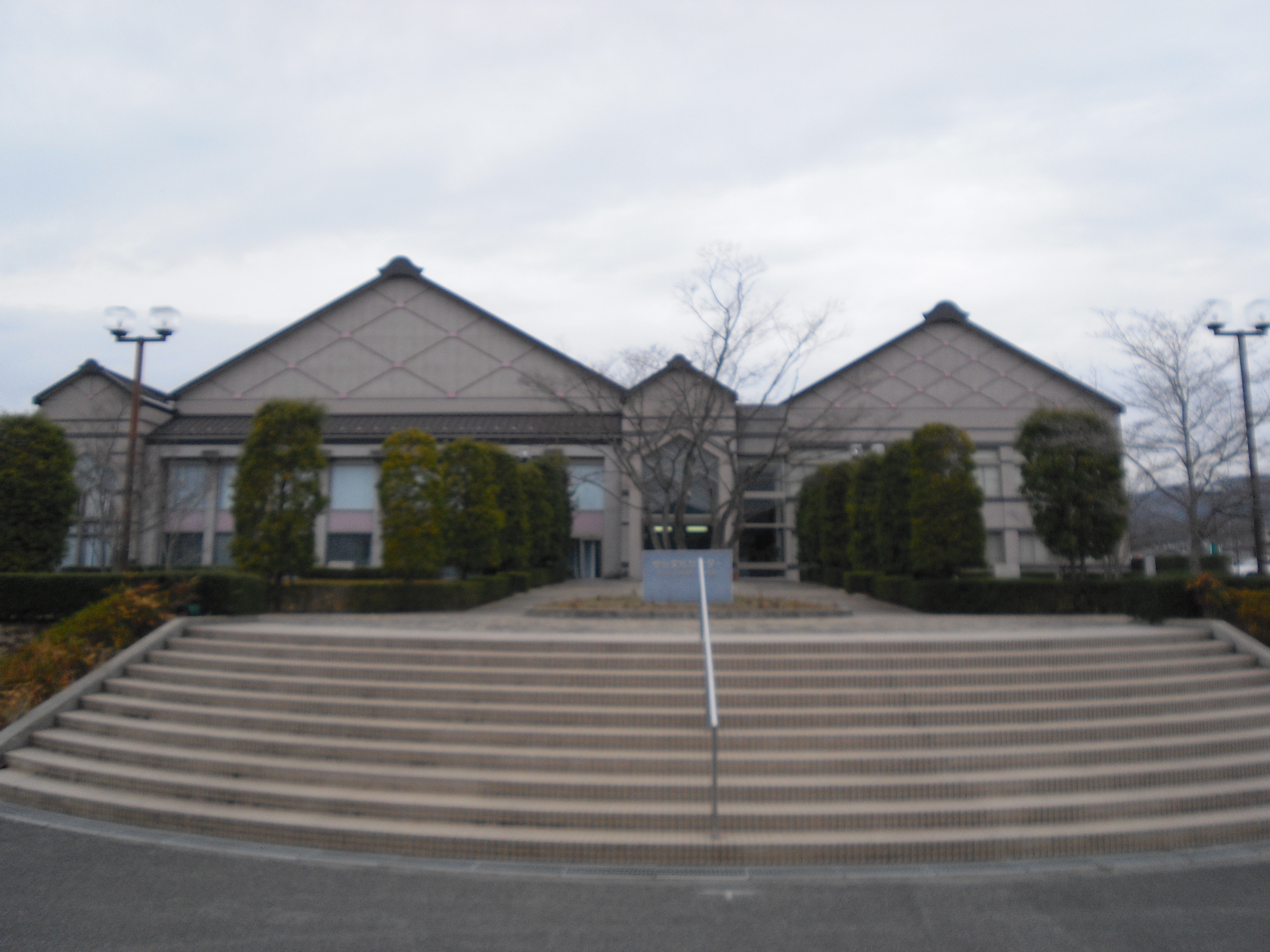
せら文化センター

### ホール・複合施設
- せら文化センター
- せらにしタウンセンター

### 図書館
- 世羅図書館
- 甲山図書館
- せらにし図書館

## 医療・福祉施設

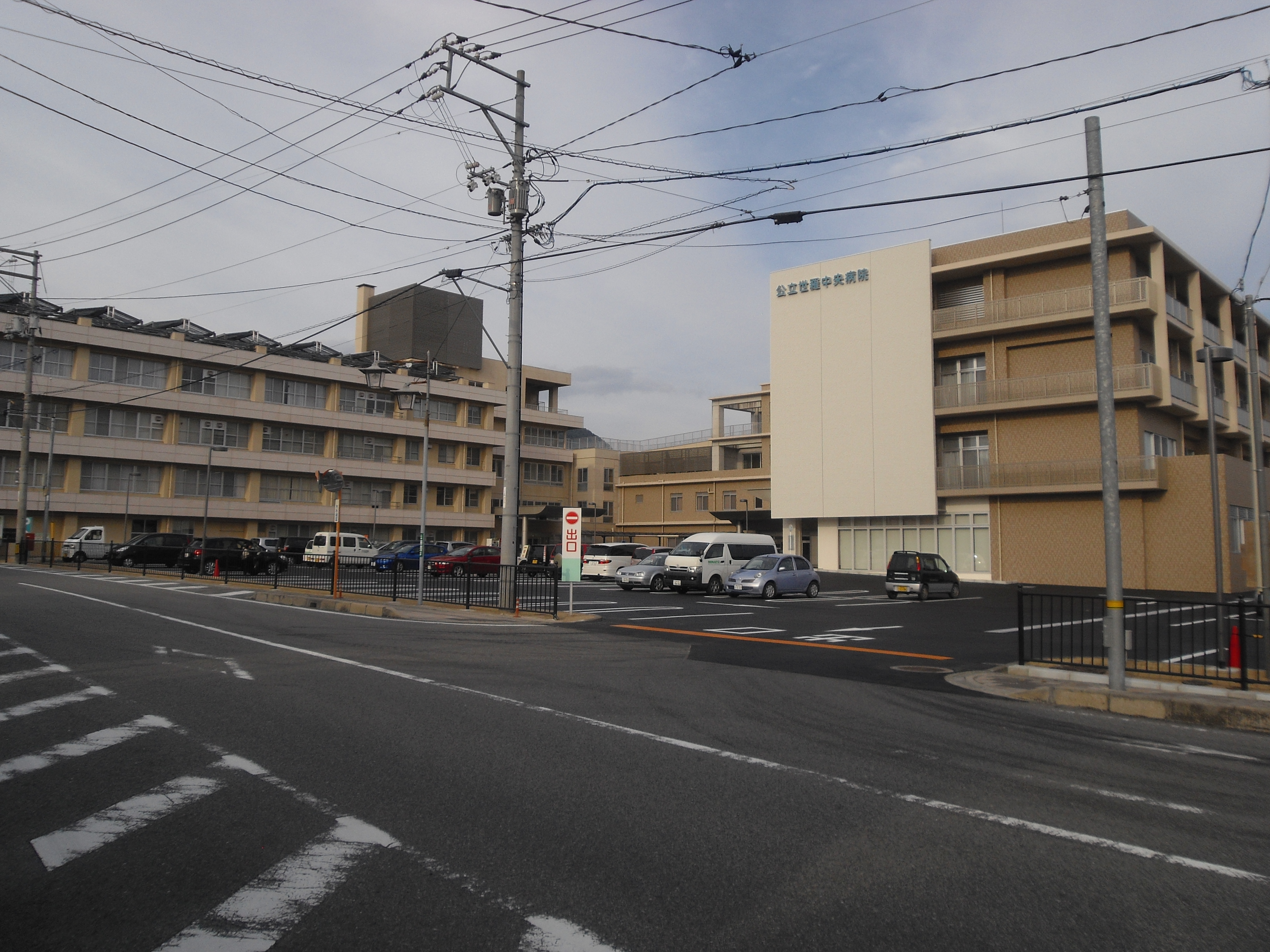
公立世羅中央病院

### 病院
- 公立世羅中央病院

## 交通

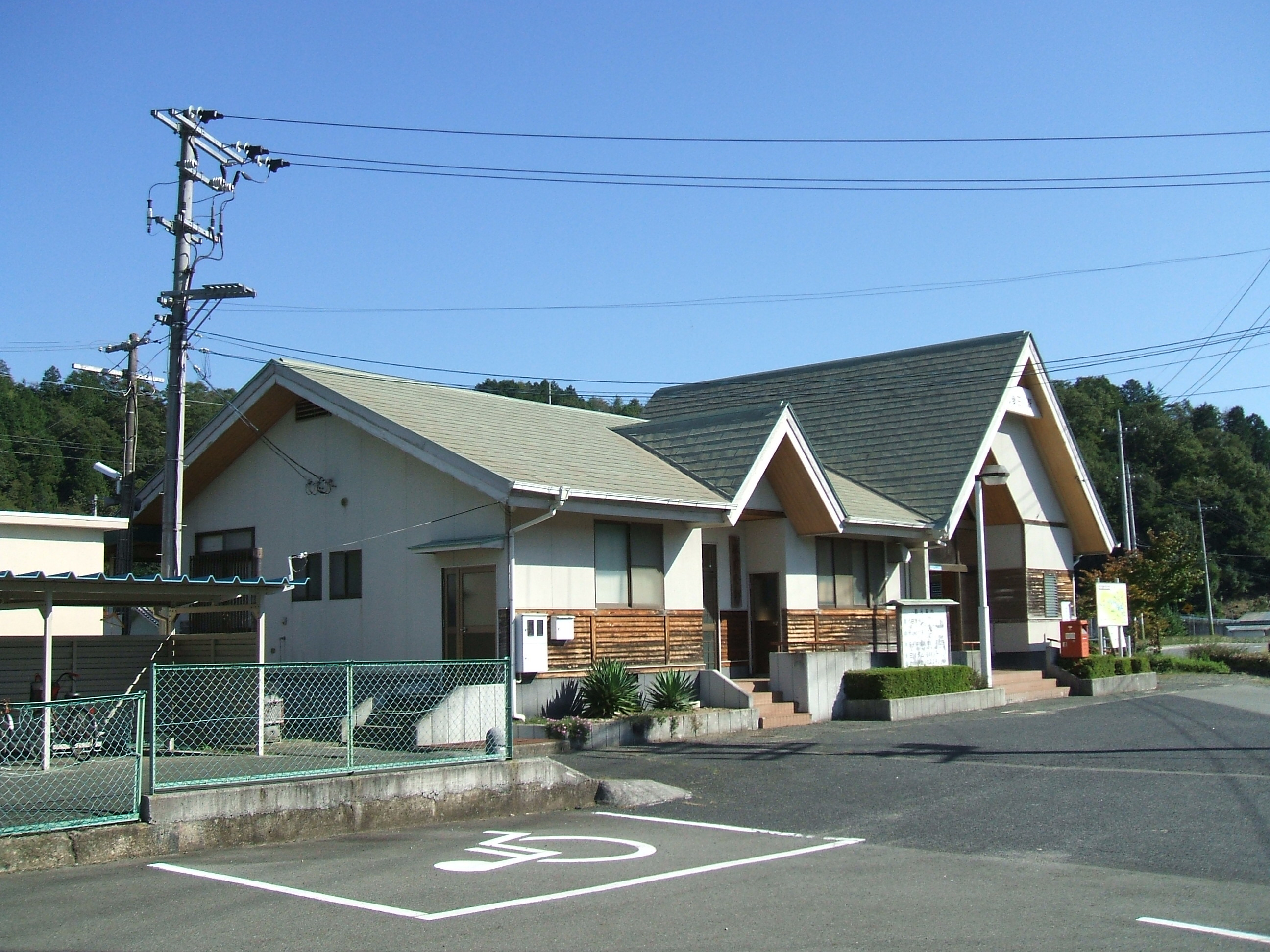
備後三川駅

### 鉄道
- 西日本旅客鉄道
- 福塩線 - 備後三川駅

### 高速バス
- ピースライナー 広島交通・中国バス
  - 広島バスセンター - 新白島駅 - 不動院 - 中筋駅 - 高坂BS - 公立世羅中央病院南 - 甲山営業所 - 道の駅世羅 - 三川局前 - 上下駅前 - 甲奴駅前
  - （高坂BSで広島空港行に連絡、公立世羅中央病院南 - 甲奴駅前間は相互利用可能）

- きんさいライナー 中国バス（福山方面との利用のみ）運休中
  - 三次駅前 - 道の駅世羅 - 福山駅前

### 路線バス
- 尾道・三成・市・甲山線（中国バス[10]）
  - 尾道駅前 - 新尾道駅 - 三成 - クロスロードみつぎ - 甲山営業所
- 甲山・吉舎・三次線（中国バス）
  - 甲山営業所 - 吉舎 - 三良坂駅前 - 塩町 - 三次中央病院 - 三次駅前 - 三次もののけミュージアム
- 三原-甲山線（中国バス）
  - 三原駅 - 久井 - 世羅中央病院 - 甲山営業所
- 河内-甲山線（芸陽バス[11]）
  - 河内駅前 - 徳良 - 公立世羅中央病院 - 甲山バイパス東口
- 下津田線（十番交通）
  - 下津田 - 吉舎駅

せら農園 花めぐりバス（中国バス）
甲山営業所・道の駅世羅を出発し、世羅高原農場、香山ラベンダーの丘、せらワイナリー、花夢の里などを経由して道の駅世羅に到着する観光バス
1-4期（4-10月の特定期間）の土日祝日に運行。各期ごとに見ごろの花と経由地が異なる。
せらまちタクシー
町民限定、町内限定の乗合タクシーを世羅・甲山区域と世羅西区域に分けて運行している
自家用有償旅客運送
黒川地区と津名地区にて実施

### 道路

#### 高速道路
尾道自動車道 世羅IC
尾道JCT（山陽自動車道） - 尾道北IC - 世羅IC - 甲奴IC - 吉舎IC - 三良坂IC - 三次東JCT（三次東IC / 松江自動車道 / 中国自動車道方面）

#### 国道
国道184号
尾道市 - 尾道市御調町 - 世羅町 本郷交差点（国道432号） - 三次市吉舎町 - 吉舎IC - 三次市三良坂町 - 三次市方面
国道432号
竹原市 - 東広島市河内町 - 三原市大和町 - 世羅町 本郷交差点（国道184号） - 世羅IC・道の駅世羅 - 府中市上下町 - 庄原市方面
三原市大和町から広島県道49号本郷大和線（広島中央フライトロード）経由、広島空港・山陽自動車道 河内IC方面

#### 主要地方道
- 広島県道25号三原東城線（三原市 - 山陽自動車道 三原久井IC - 三原市久井町 - 世羅町 - 府中市上下町 - 神石高原町方面）
- 広島県道28号吉舎豊栄線（三次市吉舎町 - 三次市三和町 - 世羅町小国 - 東広島市豊栄町）
- 広島県道45号三次大和線（三次市三若町 - 世羅町下津田 - 世羅町小国 - 三原市大和町）
- 広島県道51号甲山甲奴上市線（世羅町西上原 - 世羅町別迫 - 三次市甲奴町 - 庄原市総領町）
- 広島県道52号世羅甲田線（世羅町賀茂 - 世羅町小国 - 三次市三和町 - 安芸高田市甲田町）
- 広島県道56号府中世羅三和線（府中市阿字町 - 世羅町 - 三次市吉舎町徳市 - 世羅町下津田 - 三次市三和町）

#### 一般県道
- 広島県道403号別迫上下線
- 広島県道404号小谷宇津戸線
- 広島県道405号東上原中原線
- 広島県道406号宇津戸八幡線
- 広島県道407号徳市津口線
- 広島県道408号中安田田打線
- 広島県道409号津口国兼線
- 広島県道428号宇賀安田線

#### 広域農道
世羅高原ふれあいロード
世羅町小谷 - 世羅町伊尾 上伊尾交差点（国道432号） - 世羅町寺町（国道184号） - せら夢公園南交差点（フルーツロード） - 世羅町下津田
フルーツロード
世羅町安田（国道184号） - せら夢公園南交差点（ふれあいロード） - 世羅町 賀茂交差点（国道432号） - 三原市大和町下徳良 大和工業団地東口交差点（国道432号）

#### 道の駅
道の駅世羅
国道432号 尾道自動車道 世羅IC近く

## 教育

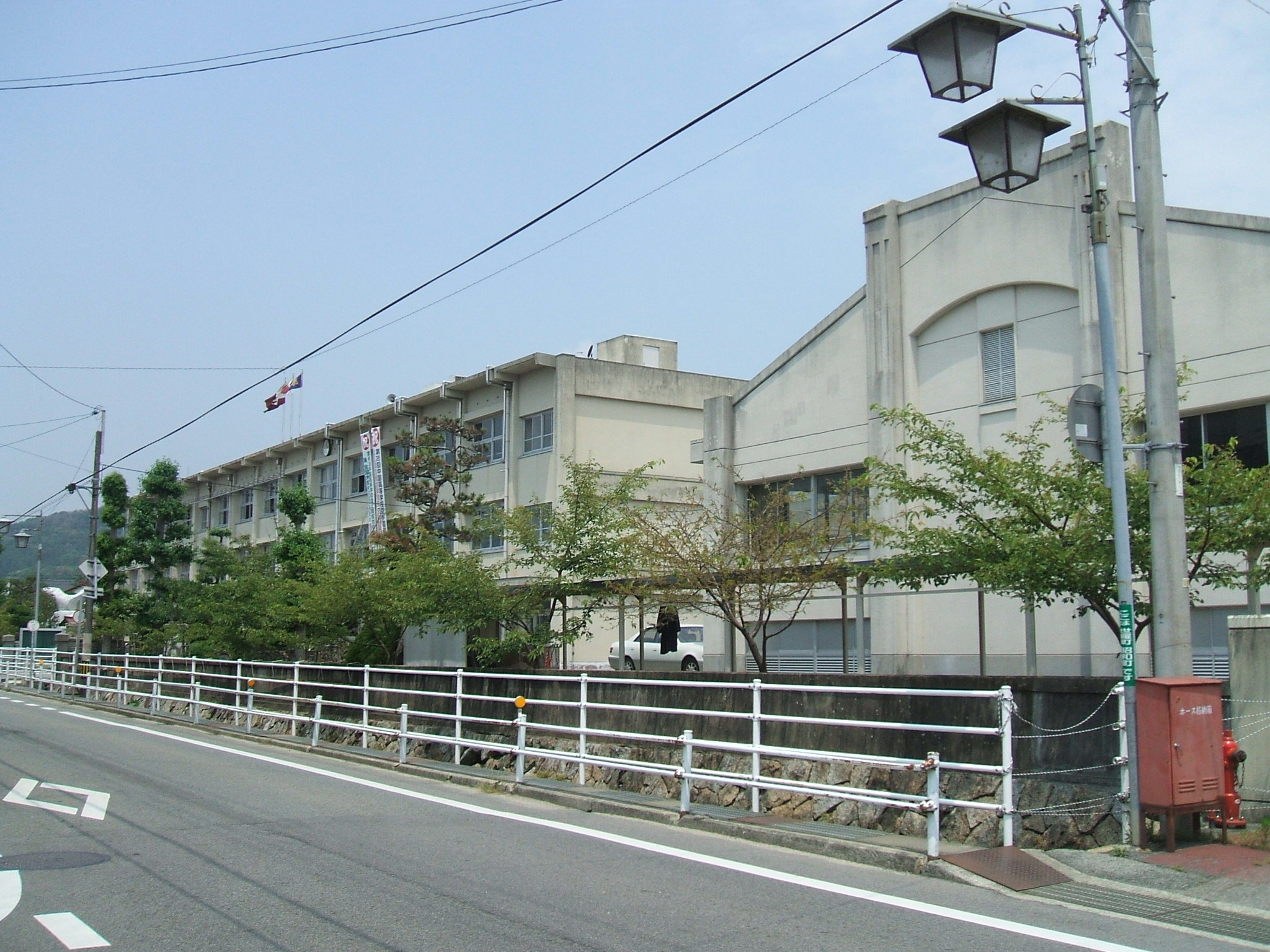
広島県立世羅高等学校

### 幼稚園
- 世羅幼稚園
- 世羅めぐみ幼稚園（合併前の旧世羅町役場の跡地である。）
- 甲山めぐみ認定こども園

### 小学校
すべての小学校で標準服が指定されている。
- 世羅町立甲山小学校
- 世羅町立世羅小学校
- 世羅町立せらひがし小学校
- 世羅町立せらにし小学校

### 中学校
- 町立甲山中学校
- 町立世羅中学校
- 町立世羅西中学校

### 高等学校
- 広島県立世羅高等学校

## 通信

### 郵便番号
郵便番号は以下の通りとなっている。2006年10月16日の再編に伴い、変更された。
- 甲山郵便局：722-11xx
- 宇津戸郵便局：722-04xx
- 西大田郵便局：722-16xx
- 三川郵便局：729-33xx、722-12xx
- 吉川郵便局：729-67xx、722-17xx

## マスメディア

### ケーブルテレビ
- せらケーブルねっと

## 観光
豊かな自然を生かした観光業に力を入れている。
農園・観光農園
- 花夢の里ロクタン
- 黒瀬農園香山ラベンダーの丘
- 世羅高原農場
- 世羅幸水農園
- 世羅大豊農園
- 世羅向井農園
- 世羅ゆり園
- せらブルーベリーガーデン
- フラワーパークせらふじ園
- ラ・スカイファーム
- セラニシホースビレッヂ
- 徳永りんご園
- 番清農園
- 梶川農園

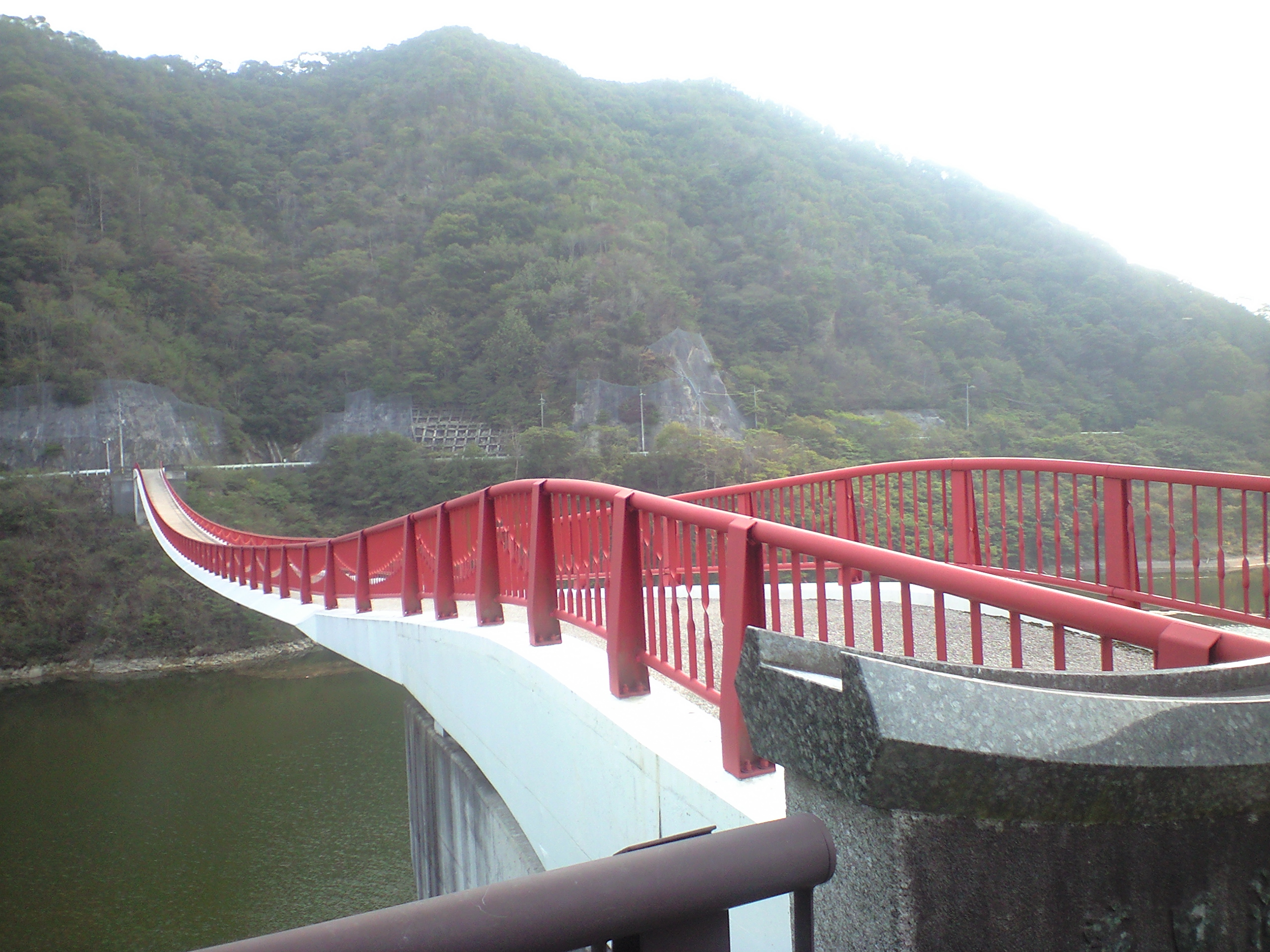
夢吊橋

- 世羅高原ファームランド（ジェラート工房ドナ）
- 有限会社世羅きのこ園

公園・庭園
- せら夢公園
- 大妻森林公園

温泉
- せら温泉

神社仏閣
- 今高野山龍華寺

遊戯施設
- 世羅グリーンパーク弘楽園
- せら香遊ランド
- ゲレンデパークセラ
- せらにし青少年旅行村
- 世羅高原ゴルフセンター

展望台
- シャンテパルク新山

農産品販売所
- 四季園にしおおた
- 甲山まつたけ村

その他
- 甲山さるすべり街道
- 八田原ダム - 夢吊橋
- 三川ダム-神農湖
- メロディーロード…設置距離 - さんぽ：658.3m（世界最長)・森のくまさん：513.2m
- 山田川ダム

### 祭事・行事
- 甲山廿日えびす (8月19日、20日)
  - だんじり仁輪加狂言
- 世羅町商工祭納涼花火大会(8月20日)

### 名産品・名物
- 梨
- マツタケ
- 世羅茶
- せらワイン
- 松きのこ
- 松なめこ
- 世羅牛
- 世羅高原豚
- リンゴ
- 米
- 鶏卵
- 梅
- アスパラガス
- 大豆
- ブドウ
- トマト
- ブルーベリー
- たばこ
- まごころづつみ

## 出身有名人
- 大妻コタカ（大妻学院を創立、大妻女子大学初代学長）
- 小島敏文（厚生労働大臣政務官、広島県議会副議長）
- 真野房子（美容家、教育者）
- 友末洋治（政治家）
- 杭谷一東（彫刻家）
- 坂口泰（中国電力陸上部監督、油谷繁、尾方剛、佐藤敦之らを育てた）
- 服部孝宏（カネボウ陸上競技部、世羅高校卒、1997年東京国際マラソンで2位入賞。同年世界陸上選手権（アテネ）日本代表）
- 谷敷正雄（長距離走選手、世羅高校卒）
- 田中百畝（元京浜急行電鉄、京急百貨店社長）
- 河合邦人（河合塾理事長、喜久牡丹酒造社長）
- 世羅りさ（プロレスラー、舞台女優）